# Michael Krejci
Michael Krejci (* 21. Juni 1936 in Mährisch-Schönberg; † 11. November 2024) war ein deutscher Germanist, Didaktiker und Hochschullehrer.

## Werdegang
Michael Krejci wurde 1936 als Sohn von Wilhelm Krejci, einem Facharzt für Gynäkologie und Chirurgie, und dessen Ehefrau Marianne (geb. Reif), in Mährisch-Schönberg geboren. Krejci wurde nach einem Studium der Germanistik 1967 an der Universität Würzburg promoviert. Er war Dozent für Didaktik der deutschen Sprache und Literatur an der Universität Bamberg und habilitierte sich 1989. Seit 1996 war er Inhaber des Lehrstuhls Fachdidaktik Deutsch an der Friedrich-Schiller-Universität Jena. Besondere Forschungsgebiete sind die Theorie des Deutschunterrichts und die didaktische Methoden- und Medientheorie.
Krejci gewann mit seiner Dissertation über die Frankfurter Zeitung im Nationalsozialismus 1966 den Wolf-Erich-Kellner-Preis. Er gehörte von 1969 bis 1981 dem Beirat der Friedrich-Naumann-Stiftung an.

## Schriften (Auswahl)
- Die Frankfurter Zeitung und der Nationalsozialismus 1923–1933. Dissertation, Universität Würzburg 1967.
- Mit Helmwart Hierdeis, Jörg Knoll (Hrsg.): Basiswissen Pädagogik. Eine praxisbezogene Einführung. 2 Bde. Moderne Verlagsgesellschaft, München 1976/77, ISBN 3-478-04650-5, ISBN 3-478-04830-3.
- denken – sprechen – handeln. Sprachbuch für den Deutschunterricht. Auer, Donauwörth 1977 ff.
- Erzieherisches Handeln. MVG, Moderne Verlagsgesellschaft, München 1977, ISBN 978-3-478-04830-9.
- Texte – erfassen, beschreiben, erklären, erörtern. Arbeitsbuch zur Texterschließung mit nichtpoetischem Textmaterial. Buchner, Bamberg 1978, ISBN 978-3-7661-4240-5.
- Deutschunterricht – Einführung in Theorie und Praxis. Pädagogischer Verlag Burgbücherei Schneider, Baltmannsweiler 1981, ISBN 978-3-87116-426-2.
- Annette von Droste-Hülshoff: Die Judenbuche. Ein Sittengemälde aus dem gebirgichten Westfalen. Materialien und Arbeitsvorschläge. Buchner, Bamberg 1981, ISBN 978-3-7661-4401-0.
- (Mit-Hrsg.): Sprache und Literatur. 1980, 2. Aufl. 1985.
- Mit Karl Schuster (Hrsg.): Literatur, Sprache, Unterricht. Festschrift für Jakob Lehmann zum 65. Geburtstag. Bayerische Verlagsanstalt, Bamberg 1984, ISBN 978-3-87052-611-5.
- Textarbeit. Lehr- und Arbeitsbuch zur Erschließung poetischer und nichtpoetischer Texte. 8.–10. Jahrgangsstufe, 3 Bde., Buchner, Bamberg 1984–1986, ISBN 978-3-7661-4231-3, ISBN 978-3-7661-4232-0, ISBN 978-3-7661-4233-7.
- (Hrsg.) Lesenacht 1999. Deutsche Schillerstiftung von 1859, Weimar 2000, ISBN 3-931548-00-7.